# Peter Frechette
Peter Frechette (ur. 3 października 1956 w Warwick) – amerykański aktor filmowy, teatralny i telewizyjny.

## Życiorys

### Wczesne lata
Urodził się w Warwick na Rhode Island jako najmłodsze z pięciorga dzieci. Jego matka była pielęgniarką, a ojciec był ekspertem ds. efektywności. Frechette uzyskał tytuł licencjata sztuk pięknych na wydziale teatralnym na University of Rhode Island. Podczas festiwalu teatrów ulicznych w Edynburgu 1979, wystąpił w komedii Pontifications on Puberty and Pigtails.

### Kariera
W 1979 debiutował na Off-Broadwayu w przedstawieniu Grabowy Labirynt (The Hornbeam Maze). Jego pierwszą rolą filmową był członek gangu T-Bird w muzycznej komedii romantycznej Grease 2 (1982) z Maxwellem Caulfieldem i Michelle Pfeiffer. Wkrótce trafił też na mały ekran jako George Knight w dwóch odcinkach sitcomu NBC Fakty z życia (The Facts of Life, 1982). Za rolę gejowskiego artysty Petera Montefiore’a w serialu ABC Trzydziestka (Thirtysomething, 1989–1991) był w 1987 nominowany do nagrody Emmy. W latach 1996–2000 występował jako George Fraley w serialu stacji NBC Portret zabójcy (Profiler).
W 1989 po raz pierwszy na Broadwayu zagrał rolę Drew Paleya w sztuce Eastern Standard, za którą otrzymał Drama Desk Award i Theatre World Award oraz był nominowany do nagrody Tony. Za kreację pułkownika Ralpha Clarka w spektaklu Our Country’s Good (1991) zdobył nominację do nagrody Tony. Rola Homera Collyera w The Dazzle w Gramercy Theatre w 2002 przyniosła mu nagrodę Obie Award.

## Życie prywatne
W 1988 związał się z reżyserem teatralnym Davidem Warrenem. Wzięli ślub w 2017.

## Filmografia

### Filmy
- 1982: Grease 2 jako Louis DiMucci
- 1984: Wielkie uczucie (No Small Affair) jako Leonard
- 1985: Wzgórza mają oczy II (The Hills Have Eyes Part II) jako Harry
- 1987: The Kindred jako Brad Baxter
- 1988: Bezbożny (The Unholy) jako Claude
- 1989: Obraz w czerni (Paint It Black) jako Gregory
- 1996: Zmowa pierwszych żon (The First Wives Club) jako reżyser broadwayowski
- 2006: Plan doskonały (Inside Man) jako Peter Hammond
- 2007: Rodzina Savage (The Savages) jako Matt
- 2008: Cud w wiosce Santa Anna (Miracle at St. Anna) jako Peter Hammond

### Seriale TV
- 1983: Taxi jako Scott
- 1983: Posterunek przy Hill Street (Hill Street Blues) jako Leonard Dulcimer
- 1986: Cagney i Lacey (Cagney & Lacey) jako Robert Sikorski
- 1986: Prawnicy z Miasta Aniołów (L.A. Law) jako Christopher Appleton
- 1988: Matlock jako Jimmy Collier
- 1990: Prawo i porządek (Law & Order) jako Jack Curry
- 1992: Gdzie diabeł mówi dobranoc (Picket Fences) jako D.A. Barnaby Woods
- 1994: M.A.N.T.I.S. jako Edward Pascal
- 1995: Prawo i porządek (Law & Order) jako Peter Nicodos
- 1996: Strefa zagrożenia (The Burning Zone) jako dr Frank Matthews
- 1996–2000: Portret zabójcy (Profiler) jako George Fraley
- 2001: Sprawy rodzinne (Family Law) jako Jason Quinn
- 2002: Prawo i porządek: Zbrodniczy zamiar (Law & Order: Criminal Intent) jako Stuart Gaston
- 2003: Prawo i porządek (Law & Order) jako Jim Wheeler
- 2016: Pokojówki z Beverly Hills (Devious Maids) jako adwokat ds. rozwodów w Encino